# Касавина, Елена Борисовна
Касавина Елена Борисовна (17 апреля 1952, Белая Церковь) — советская и украинская художница-мультипликатор, сценаристка, режиссёр-постановщик, педагог. Член Союза кинематографистов Украины, член международной ассоциации аниматоров ASIFA, лауреатка международных премий.

## Образование
- 1964—1970 — учёба в Республиканской Художественной Школе им. Т. Г. Шевченко
- 1970—1976 — учёба в Киевском Государственном Художественном Институте. Специальность — архитектор.
- 1981—1983 — учёба на двухгодичных курсах художников-мультипликаторов при студии «Киевнаучфильм». Специальность — художница-мультипликатор.
- Высшие курсы сценаристов и режиссёров (г. Москва). Мастерская Ф. С. Хитрука и Ю. Б. Норштейна. Специальность — режиссёр мультипликационного кино, педагог.

## Работа
- 1983—2008 гг. — Объединение художественной мультипликации киностудии «Киевнаучфильм» (впоследствии — студия «Укранимафильм»). Художница-мультипликатор, режиссёр-постановщик мультипликационных фильмов. Руководительница курсов по обучению художников-мультипликаторов.
- С 1993 года по настоящее время — Киевский Национальный Университет Театра, Кино и Телевидения. Кафедра кинорежиссуры, факультет режиссёров анимационного кино, преподаватель анимации.
- 1997—2000 гг. — «Boston-Animation» (американская фирма по производству анимационных компьютерных игр), г. Киев. Главный аниматор, арт-директор.
- 2000—2008 гг. — руководитель анимационных мастерских с детьми в Украине и за рубежом.
- 2007 г. — мастер курса «Художник-аниматор» «Первая Национальная Школа телевидения».

## Фильмография
Художница-мультипликатор студии «Киевнаучфильм»:
- 1984 — «Колыбельная», реж. И. Гурвич
- 1984 — «Как Петя Пяточкин слоников считал», реж. А. Викен
- 1985 — «Из жизни пернатых», реж. В. Дахно
- 1985 — «Доктор Айболит», реж. Д. Черкасский
- 1985 — «Сампо из Лапландии», реж. Е. Пружанский
- 1986 — «Находка», реж. Б. Храневич
- 1986 — «Трудолюбивая старушка», реж. Е. Пружанский
- 1987 — «Друзья мои, где вы?», реж. Т. Павленко
- 1987 «Окно» — реж. Е. Сивоконь
- 1988 — «Где ты, мой конь?», реж. Е. Пружанский
- 1988 — «Остров Сокровищ», реж. Д. Черкасский
- 1991 — «Энеида», реж. В. Дахно

### Сценарист
- Миниатюра «Самая красивая» — из сборника «Мы женщины»
- «Бобе-майсе» — совместно с Э. Киричем
- «Буква Гимел» — реж. Е. Сивоконь
- «3 маленьких хлебца» для студии «Пилот», г. Москва.

### Режиссёр
- 1988 — Мы — женщины. Самая красивая
- 1994 — Бабушкины истории
- 2002 — Светлячок
- 2013 — Представьте себе (цикл «Гора самоцветов»)
- 2015 — Две недлинных сказки (цикл «Гора самоцветов»)

## Награды
- Диплом фестиваля «Крок» (г. Киев)
- Диплом фестиваля «Дебют» — г. Москва за работу «Самая красивая» из сборника «Мы женщины»)
- «Бобе-майсес» («Бабушкины сказки»)
- Гильдия кинорежиссёров Украины — «Лучший анимационный фильм 1993 г.»
- Приз МКФ женщин кинематографистов
- Приз фестиваля «Крок»
- Приз «Святая Анна»
- XIX ОРФАК Суздаль-2014 : Диплом в категории «Лучший короткометражный фильм» — «Представьте себе» (цикл «Гора самоцветов»)[1]
- II Международный кинофестиваль «Отцы и дети» (Орёл — Москва): В номинации «Анимация» награда — «Две недлинных сказки»[2]